# هاغي تيت
هاغي تيت (بالإنجليزية: Hughie Tate)‏ هو لاعب كرة قاعدة أمريكي، ولد في 19 مايو 1880 في Everett, Pennsylvania ‏ في الولايات المتحدة، وتوفي في 7 أغسطس 1956 في Greenville, Pennsylvania ‏ في الولايات المتحدة.

## وصلات خارجية
- هاغي تيت على موقعبيزبول رفرنس.كوم (الدوري الرئيسي) (الإنجليزية)
- هاغي تيت على موقعبيزبول رفرنس.كوم (الدوري الثانوي) (الإنجليزية)